# Franziska von Oldershausen
Franziska von Oldershausen, vollständiger Name Franziska Klotilde Anna Freiin von Oldershausen (geboren 20. September 1878 in Förste bei Osterode am Harz; gestorben 22. September 1934 in Buxtehude) war eine deutsche Lehrerin, Schulvorsteherin und Kommunalpolitikerin sowie Schulbuch- und Kinderbuch-Autorin.

## Leben
Franziska von Oldershausen entstammte dem niedersächsischen Uradelsgeschlecht von Oldershausen. Ihr Vater war der Erbmarschall und Rittergutsbesitzer Franz von Oldershausen, ihre Mutter Karoline, eine geborene von Ompteda.
Sie besuchte Schulen in Hannover und Osterode am Harz, anschließend von 1894 bis 1897 die hannoversche Lehrerinnen-Bildungsanstalt.
Nachdem sie sich anschließend zeitweilig in der französischen Schweiz aufgehalten hatte, wurde sie im Jahr 1900 als Lehrerin an der Höheren Privat-Mädchenschule in Lauterberg im Harz tätig. 1902 legte sie in Hannover die Ergänzungsprüfung zum Unterricht an mittleren und höheren Mädchenschulen ab.
Von 1904 bis 1905 unterrichtete sie an der höheren Mädchenschule in Pless in Provinz Oberschlesien, wirkte von 1905 bis 1907 als Lehrerin an der städtischen Mädchenschule in der Holsteinischen Stadt Tönning (Holstein), danach an der Elisabethschule in Hildesheim.
1907 bestand von Oldershausen in Hannover die Schulvorsteherinnen-Prüfung.
Ab 1912 wirkte sie als Schulvorsteherin an der Höheren Töchterschule in Buxtehude, bis diese 1927 mit der bestehenden Buxtehuder Jungenschule zur Halepaghen-Schule fusionierte. Ebenfalls 1927 ging von Oldershausen in Frühpension.
Unterdessen hatte sich Franziska von Oldershausen zu Beginn der Weimarer Republik um das Amt einer Buxtehuder Bürgervorsteherin zur Wahl gestellt, das sie von 1919 bis 1924 ausgeübt hatte.
Zu den von Oldershausen verfassten Kinderbüchern zählt das von ihr für den Unterricht in der Unterstufe bearbeitete und 1926 im Schulbuchverlag Diesterwerk erschienene Werk Joachim Nestor und die brandenburgischen Ritter aus Willibald Alexis „Die Hosen des Herrn von Bredow“.
Ihr Spätwerk Lotte Arnheims Weg illustrierte der österreichische Maler Ernst Kutzer. Franziska von Oldershausen starb 1934 in Buxtehude im Alter von 56 Jahren.

## Ehrungen
Im Buxtehuder „Frauenviertel“ wurde eine Straße nach der Pädagogin und Kinderbuchautorin benannt.

## Schriften
- Sommerferien auf dem Lande. Erlebnisse zweier Kinder. F. v. Oldershausen, mit 3 farbigen Tafeln, Reutlingen: Enßlin & Laiblin, 1928; Inhaltsverzeichnis
- Joachim Nestor und die brandenburgischen Ritter. Aus Willibald Alexis, „Die Hosen des Herrn von Bredow.“ Für die Unterstufe / Willibald Alexis, Ausgewählt von Franziska Oldershausen (= Diesterwegs deutschkundliche Schülerhefte, 3. Reihe, Heft 35), Frankfurt a. M.: Diesterweg, 1926
- Lotte Arnheims Weg (= Das Buch der Jugend, Bd. 26), mit Bildern von Ernst Kutzer, Reutlingen: Ensslin & Laiblin, 1933